# 'Masenate Mohato Seeiso
'Masenate Mohato Seeiso (all'anagrafe Anna Karabo Motšoeneng; Mapoteng, 2 giugno 1976) è la regina consorte del Lesotho dal 2000, in quanto moglie di Letsie III.
È attiva in Lesotho nella promozione dei diritti dei bambini, nell'emancipazione femminile e nel contrasto all'HIV/AIDS.

## Biografia

### Istruzione
Karabo è nata nel 1976 presso l'Ospedale Avventista Maluti di Mapoteng, maggiore dei cinque figli di Thekiso Motšoeneng e di 'Makarabo. Venne battezzata con rito cattolico con il nome di Anna.

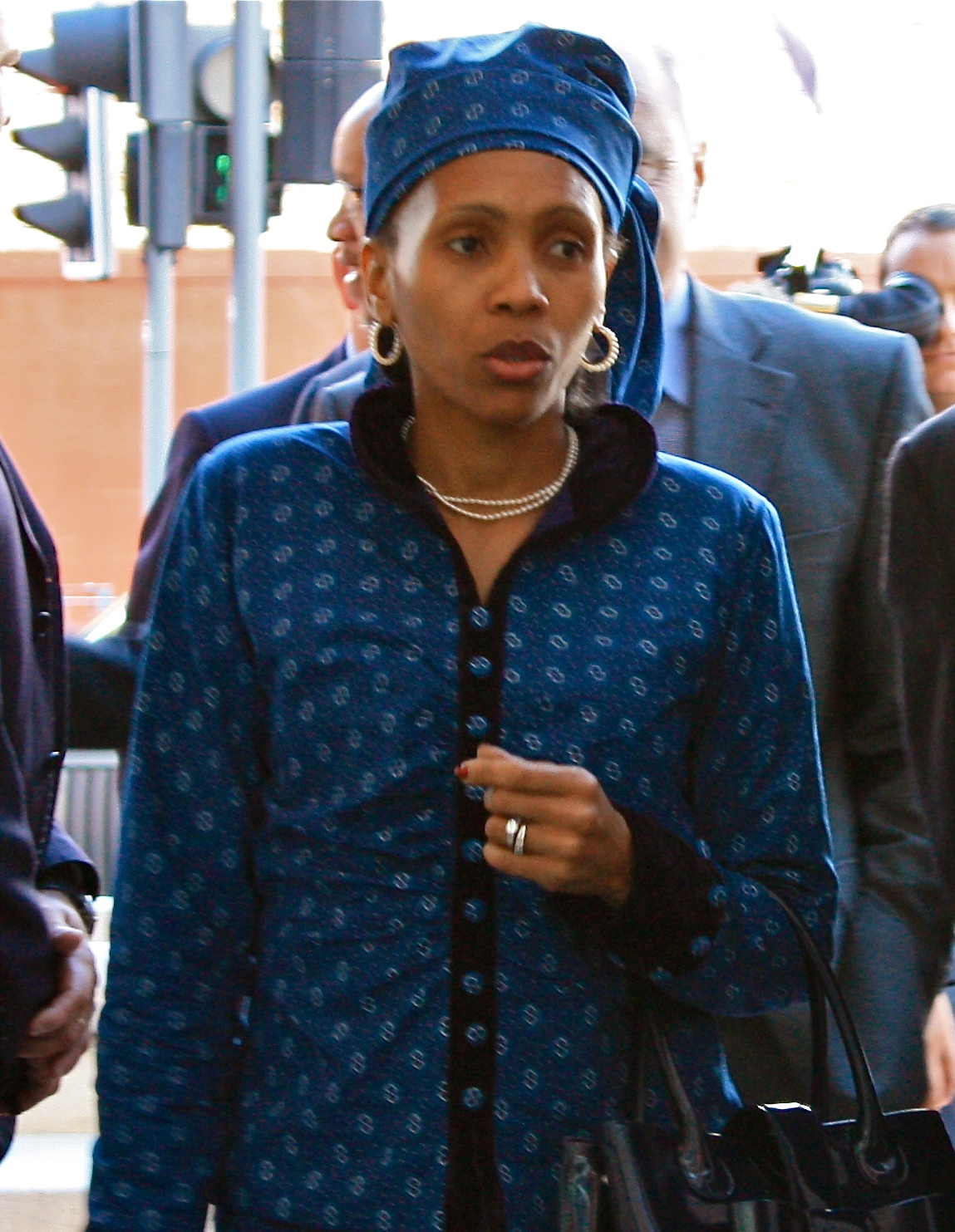
La regina 'Masenate al Senedd, 2011

Dopo aver frequentato la Leribe English Medium Primary School e la Holy Family High School per sei mesi, entrò al Machabeng International College di Maseru nel 1990. Nel giugno 1993 si aggiudicò la medaglia di bronzo del Prince Mohato Award. Nel 1996 conseguì l'International General Certificate for Secondary Education e l'International Baccalaureate Diploma.
Negli anni del college fece volontariato con l'Angela School for the Disabled e il Centre for the Blind. Nel 1997 si iscrisse all'Università Nazionale del Lesotho per studiare Biochimica, con l'obiettivo di diventare farmacista. La sua carriera universitaria fu tuttavia interrotta dal fidanzamento con il re e, ripresi gli studi, ha ottenuto un Bachelor of Arts in Economics presso la Columbia University, nel maggio 2011.
Ha studiato la lingua francese all'Alliance Française di Maseru, ottenendo il DELF A1 nel febbraio 2013 e l'A2 nell'aprile 2014. Ha infine seguito un corso di primo soccorso e ricevuto il First Aid Certificate.

### Regina del Lesotho

#### Matrimonio

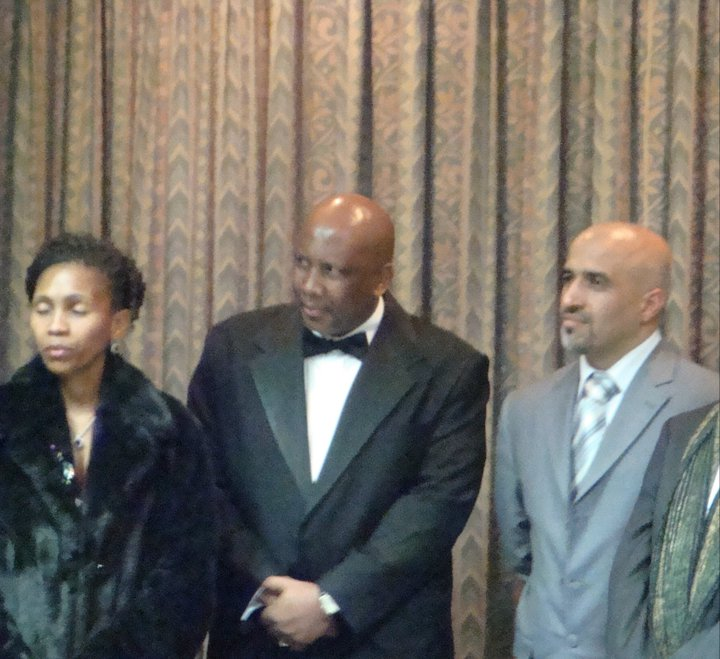
La regina 'Masenate con il re Letsie III e il medico Naqib Safi nel luglio 2011

Nel 1996 incontrò Letsie III del Lesotho. Il loro fidanzamento venne annunciato il 23 ottobre 1999.
La cerimonia di nozze ebbe luogo il 18 febbraio del 2000 nello Stadio Setsoto di Maseru e venne officiata dall'arcivescovo Bernard Mohlalisi. Furono presenti 40.000 persone, tra cui Nelson Mandela, e in seguito si tenne un ricevimento al palazzo reale. Karabo divenne la prima donna non nobile a sposare un membro della famiglia reale. Dopo la nascita della sua prima figlia, adottò il nome con cui è oggi nota.

#### Attività
Continuò il lavoro iniziato dalla suocera 'Mamohato, che definì il suo "pilastro di forza" in un'intervista del Lesotho Times nel 2014, ereditando le redini del Queen's National Trust Fund alla morte di lei, nel 2003. Nel 2010 ebbe luogo il primo Garden Tea Party per raccogliere finanziamenti per il fondo.

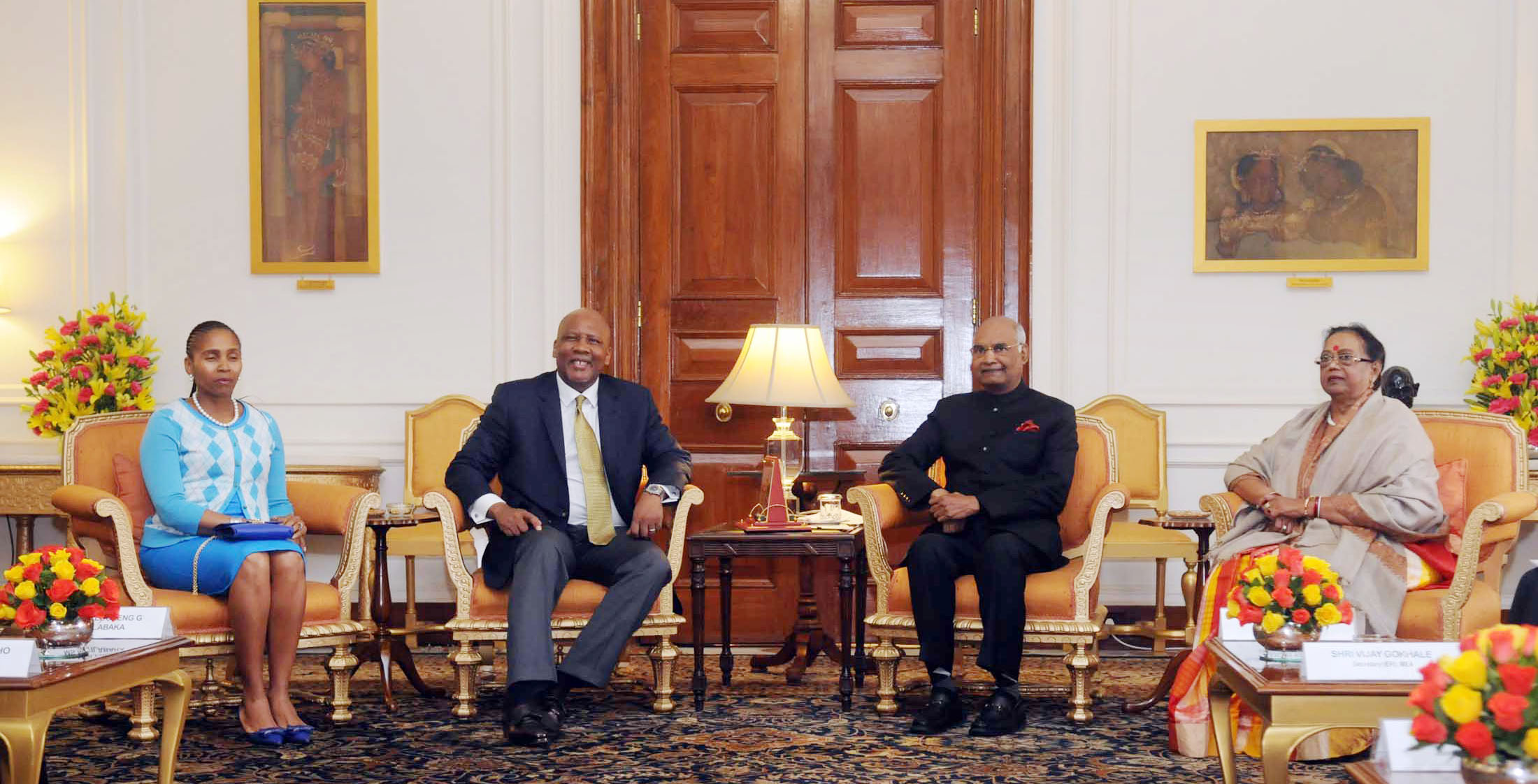
'Masenate e Letsie III ricevuti da Ram Nath e Savita Kovind, 2 gennaio 2018

Nel marzo 2012 inaugurò la Lesotho Royal Rose, i cui proventi vengono usati per investire nell'educazione dei bambini bisognosi. Nel 2015 fondò l'iniziativa Hlokomela Banana attraverso il Queen's National Trust Fund, per porre fine alla povertà mestruale in Lesotho e per consentire alle ragazze di frequentare gli studi con continuità, contrastando la mancanza di risorse per la gestione delle mestruazioni in ambiente scolastico.
Nell'ottobre 2016 avviò con World Vision International una campagna nazionale per porre fine ai matrimoni precoci, dopo che un rapporto dell'ONU pubblicato nel 2015 rilevò come una ragazza su cinque in Lesotho si sposi prima di compiere 18 anni. Nel febbraio 2017 lanciò al fianco dell'AIDS Healthcare Foundation un'iniziativa per consegnare assorbenti igienici e materiale scolastico gratuiti alle ragazze in Lesotho.
Nel 2018 avviò la campagna #Early-Moments-Matter con l'UNICEF Lesotho, sull'importanza di investire sui primi mille giorni di vita di un bambino attraverso l'alimentazione, l'amore, il gioco e la salute. Il 5 luglio dello stesso anno, al palazzo reale di Maseru, è stata insignita dell'Ordine delle Palme accademiche dall'ambasciatore francese Christophe Farnaud, in riconoscimento ai suoi legami con la cultura francese e al suo impegno nel settore dell'istruzione.

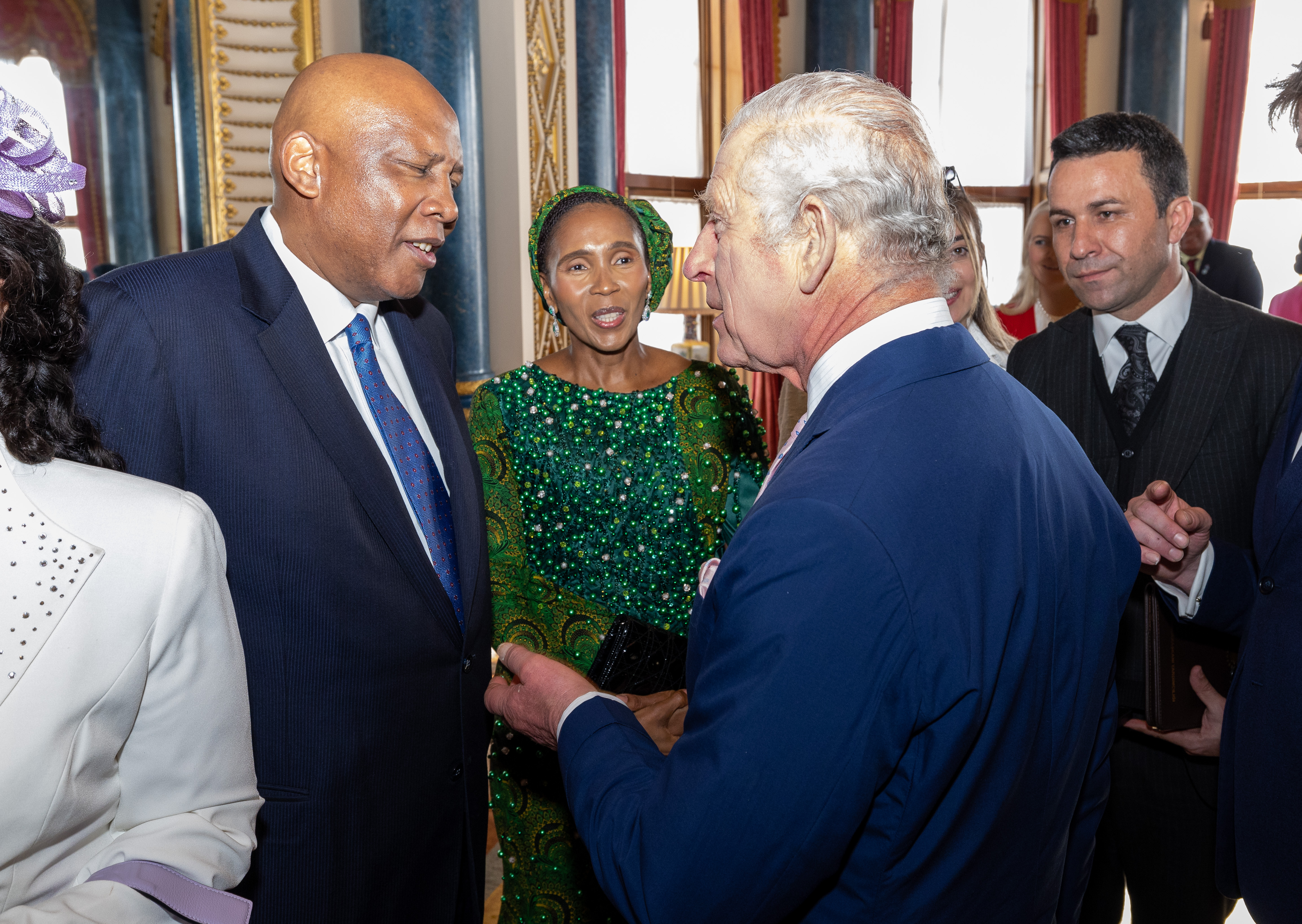
Letsie III e 'Masenate ricevuti a Buckingham Palace nel 2023

Il 20 novembre del 2019 lanciò LePHIA 2020, un sondaggio volto a valutare l'impatto dell'HIV sulla popolazione lesothiana. Nel febbraio 2020 visitò il progetto in loco, con l'ambasciatrice statunitense Rebecca Gonzales e il vice ministro della sanità 'Manthabiseng Phohleli. In riconoscimento al suo lavoro nella promozione dei diritti dei bambini nel paese, è stata nominata Campionessa Nazionale dell'UNICEF nel gennaio 2022.

## Patrocini
- Croce Rossa del Lesotho;[3]
- SOS Villaggi dei bambini;[3]
- People with Disabilities;[3]
- Machabeng International College;[3]
- Lesotho Girl Guides Association (LGGA).[17]

## Discendenza
'Masenate Mohato Seeiso e Letsie III del Lesotho hanno due figlie e un figlio:
- Principessa Senate (2001);
- Principessa 'Maseeiso (2004);
- Principe ereditario Lerotholi (2007).

## Titoli e trattamento
- 2 giugno 1976 - 18 febbraio 2000: Anna Karabo Motšoeneng
- 18 febbraio 2000 - attuale: Sua Maestà, la regina del Lesotho

## Ascendenza
|                         |     |     | Genitori |  |  | Nonni |  |  | Bisnonni |  |  | Trisnonni |  |
|                         |     |     |          |  |  |       |  |  | ...      |  |  | ...       |  |
|                         |     |     |          |  |  |       |  |  | ...      |  |  | ...       |  |
|                         |     | ... |          |  |  |       |  |  | ...      |  |  |           |  |
| ...                     |     |     |          |  |  |       |  |  | ...      |  |  |           |  |
|                         |     | ... | ...      |  |  |       |  |  |          |  |  |           |  |
|                         |     | ... | ...      |  |  |       |  |  |          |  |  |           |  |
|                         |     | ... | ...      |  |  |       |  |  |          |  |  |           |  |
| Thekiso Motšoeneng      |     | ... |          |  |  |       |  |  |          |  |  |           |  |
|                         |     | ... | ...      |  |  |       |  |  |          |  |  |           |  |
|                         |     | ... | ...      |  |  |       |  |  |          |  |  |           |  |
|                         |     | ... | ...      |  |  |       |  |  |          |  |  |           |  |
| ...                     |     | ... |          |  |  |       |  |  |          |  |  |           |  |
|                         |     | ... | ...      |  |  |       |  |  |          |  |  |           |  |
|                         |     | ... | ...      |  |  |       |  |  |          |  |  |           |  |
|                         |     | ... | ...      |  |  |       |  |  |          |  |  |           |  |
| 'Masenate Mohato Seeiso |     | ... |          |  |  |       |  |  |          |  |  |           |  |
|                         | ... | ... |          |  |  |       |  |  |          |  |  |           |  |
|                         | ... | ... |          |  |  |       |  |  |          |  |  |           |  |
|                         | ... | ... |          |  |  |       |  |  |          |  |  |           |  |
| ...                     | ... |     |          |  |  |       |  |  |          |  |  |           |  |
|                         |     | ... | ...      |  |  |       |  |  |          |  |  |           |  |
|                         |     | ... | ...      |  |  |       |  |  |          |  |  |           |  |
|                         |     | ... | ...      |  |  |       |  |  |          |  |  |           |  |
| 'Makarabo               |     | ... |          |  |  |       |  |  |          |  |  |           |  |
|                         |     | ... | ...      |  |  |       |  |  |          |  |  |           |  |
|                         |     | ... | ...      |  |  |       |  |  |          |  |  |           |  |
|                         |     | ... | ...      |  |  |       |  |  |          |  |  |           |  |
| ...                     |     | ... |          |  |  |       |  |  |          |  |  |           |  |
|                         |     | ... | ...      |  |  |       |  |  |          |  |  |           |  |
|                         |     | ... | ...      |  |  |       |  |  |          |  |  |           |  |
|                         |     | ... | ...      |  |  |       |  |  |          |  |  |           |  |
|                         |     | ... |          |  |  |       |  |  |          |  |  |           |  |